# Мороз, Захар Петрович
Заха́р Петро́вич Моро́з (30 октября 1904, Немиров, Брацлавского уезда Подольской губернии Российской империи — 29 июня 1958, Киев) — украинский советский драматург, литературовед, журналист и педагог.

## Биография
С 1933 года работал редактором краснопольской районной газеты «Колгоспник Краснопільщини».
В 1937 году окончил Институт красной профессуры в Киеве. До войны — преподаватель Харьковского Коммунистического института журналистики, библиотечного и педагогического институтов.
Участник Великой Отечественной войны.
Позже преподавал в Киевском университете.
С 1947 был научным сотрудником Института литературы имени Т. Г. Шевченко АН УССР. Был членом редколлегии, фактическим редактором и одним из авторов двухтомной «Історії української літератури» (1 том — 1954 г.).
Принимал участие в создании восьмитомной «Історії української літератури» и пятитомной «Історії радянської багатонаціональної літератури».
Отец украинского кинорежиссёра, актёра, сценариста Алексея Мороза.

## Творчество
Автор трудов по истории украинской драматургии, ряда пьес. Автор «Програми з української літератури XIX ст.», которая до настоящего времени является одним из основных учебных пособий при обучении филологов в педагогических институтах и университетах.

## Избранные произведения
- «Звичайна дівчина»,
- «Чудодійна сила»,
- «Моряк і чорнобурка»
- «Етап»,
- «Нам жити»,
- «У садку молодому»
- «Семафор» и др.